# 越後与板打刃物
越後与板打刃物（えちごよいたうちはもの）は、新潟県長岡市与板町で生産される打刃物。1986年3月12日に、通商産業省（現在の経済産業省）から伝統的工芸品としての指定を受けた。なお、越後与板打刃物は越後与板打刃物組合の登録商標である。

## 歴史
越後与板打刃物は戦国時代に直江大和守実綱（のちの景綱で、直江兼続の義父）が春日山から刀剣師を与板に招いたのが起源と伝えられている。
その後の江戸時代には信濃川の舟運とともに発展し、与板で生産された大工道具は「土肥のみ（土肥助右衛門作）」「兵部のみ」と呼ばれ日本全国に広く知られるようになった。
さらに明治時代に入ると与板の鍛冶職人たちは、当時金物産地であった会津若松に出稼ぎに行くようになり、刀工技術を学ぶ中で鉋の製造が始まり、大工道具の産地として知られるようになった。
大正時代には300の鍛冶屋が軒を連ねた与板町だが、電動工具の出現などにより大工道具の需要は激減し、現在は約10軒にまで大きく減少した。

## 与板独自の製造方法

### 鑿
鑿は二本付けと呼ばれる、1本の地金に2本分の鋼を乗せて鍛接し、その後2つに切断することで1度の鍛接で2本の鑿を製造する技術がある。

### 鉋
鉋には2枚付けと呼ばれる、通常は地金（錬鉄）の上に鋼を乗せて鍛接するだけであるが、与板では地金の上に鋼と頭側に極軟鋼を乗せて製造する技法がある。頭に極軟鋼を付けることにより鉋刃を玄能でたたいてもへこみにくいという特性が得られる。

## 製品
鑿（のみ）、鉋（かんな）、鉞（まさかり）、釿（ちょうな）などの大工道具が伝統的工芸品の指定を受けている。この技術を応用して彫刻刀、包丁、ナイフなども生産しており、技術を生かした製品づくりをしている。

## 関連団体
- 越後与板打刃物組合[2]
- 越後与板打刃物匠会[2]
- 越後与板打刃物伝承会[2]

## 与板刃物工芸館
2002年（平成14年）に長岡市与板町与板の商店街の一角に与板刃物工芸館が開設されたが、2025年（令和7年）2月28日に閉館した。